# Mike Fisher
Michael J. Fisher (Hollywood, Califórnia, Estados Unidos, 13 de março de 1943) foi um automobilista norte-americano que participou de dois Grandes Prêmios em 1967: Canadá e México.